# Cerro de los Ángeles
Cerro de los Ángeles är en kulle i Spanien.   Den ligger i provinsen Provincia de Madrid och regionen Madrid, i den centrala delen av landet, 12 km söder om huvudstaden Madrid. Toppen på Cerro de los Ángeles är 666 meter över havet.
Terrängen runt Cerro de los Ángeles är huvudsakligen platt. Runt Cerro de los Ángeles är det tätbefolkat, med 411 invånare per kvadratkilometer. Närmaste större samhälle är Madrid, 11,9 km norr om Cerro de los Ángeles. Trakten runt Cerro de los Ángeles består till största delen av jordbruksmark.